# Хосоя Мао
Хосоя Мао (яп. 細谷 真大, нар. 7 вересня 2001, Префектура Ібаракі) — японський футболіст, нападник клубу «Касіва Рейсол» та національної збірної Японії.

## Клубна кар'єра
Народився 7 вересня 2001 року в префектурі Ібаракі. Вихованець футбольної школи клубу «Касіва Рейсол». Дорослу футбольну кар'єру розпочав 2019 року в основній команді того ж клубу, кольори якої захищає й донині.

## Виступи за збірні
З 2021 року залучається до складу молодіжної збірної Японії. На молодіжному рівні зіграв у 28 офіційних матчах, забив 14 голів.
2022 року дебютував в офіційних матчах у складі національної збірної Японії. У складі збірної був учасником кубка Азії з футболу 2023 року у Катарі.
| Дата       | Місто                   | Господарі | Результат | Гості   | Турнір                                | Голи | Примітки |
| ---------- | ----------------------- | --------- | --------- | ------- | ------------------------------------- | ---- | -------- |
| 24-7-2022  | Toyota                  | Японія    | 0 – 0     | КНР     | Чемпіонат Східної Азії з футболу 2022 | -    | 70'      |
| 16-11-2023 | Суйта                   | Японія    | 5 – 0     | М'янма  | Відбір до ЧС 2026                     | -    | 67'      |
| 21-11-2023 | Джидда                  | Сирія     | 0 – 5     | Японія  | Відбір до ЧС 2026                     | 1    | 66'      |
| 1-1-2024   | Токіо                   | Японія    | 5 – 0     | Таїланд | товариський матч                      | -    |          |
| 14-1-2024  | Доха                    | Японія    | 4 – 2     | В'єтнам | Кубок Азії 2023 - 1-й етап            | -    | 46'      |
| 3-2-2024   | Ер-Раян (муніципалітет) | Іран      | 2 – 1     | Японія  | Кубок Азії 2023 - чвертьфінал         | -    | 90+9'    |
| Усього     |                         | Матчів    | 6         |         | Голів                                 | 1    |          |

## Титули і досягнення

### Командні
- Переможець Джей-ліги 2 (1):

«Касіва Рейсол»: 2019

### Особисті
- Найкращий колодий гравець Джей-ліги (1):

2022